# عزب نقرها
قرية عزب نقرها هي إحدى القرى التابعة لمركز دمنهور في محافظة البحيرة في جمهورية مصر العربية. حسب إحصاءات سنة 2006، بلغ إجمالي السكان في عزب نقرها 24114 نسمة، منهم 12388 رجل و11726 امرأة. ثم زاد عدد سكانها إلى 28723 في تقدير 2018 منهم 14541 ذكر و14182 أنثى.